# Pedro de Luna (arzobispo de Toledo)

Escudo de Pedro de Luna y Albornoz

Pedro de Luna y Albornoz (c. 1375 - 1414). Clérigo y arzobispo español, sobrino carnal del antipapa Benedicto XIII.

## Biografía
Hijo del segundo matrimonio de Juan Martínez de Luna (hermano mayor del papa Benedicto XIII) con Teresa de Albornoz, hija de Gómez García de Albornoz (VI señor de Albornoz y Ascoli) y de Constanza Manuel (II señora del Infantado).
Fue nombrado por su tío administrador de la diócesis de Tortosa en 1399, y más adelante, en 1401, arzobispo de Sevilla, aunque no llegó a tomar posesión. En 1403 el papa lo nombró arzobispo de Toledo pero no pudo acceder a la sede arzobispal hasta principios de 1407, puesto que el rey Enrique III de Castilla se resistió a su nombramiento objetando que era muy joven y extranjero a sus reinos. Así, hasta la muerte del rey en 1406 la sede estuvo bloqueada por orden regia, que mandó secuestrar sus rentas.
Una vez fallecido el rey, y mientras la Corona de Castilla era gobernada por la reina viuda, Catalina de Lancáster, y el hermano del rey, el infante Fernando de Antequera (luego Fernando I de Aragón), el papa consiguió imponer su candidato, y Pedro de Luna pudo tomar posesión de la sede.
No llevó a cabo ninguna labor digna de mención en Castilla o en la sede, acudiendo junto a su tío el papa siempre que lo pidió.